# Castelo de Santa Maria da Feira

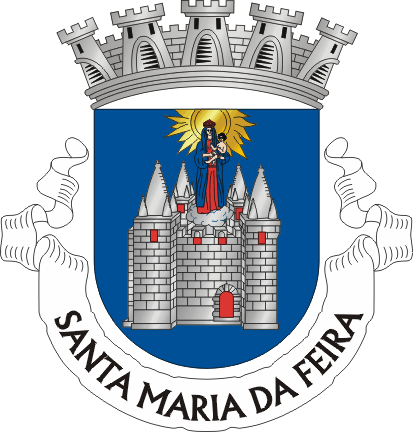
O castelo no brasão de armas da cidade.

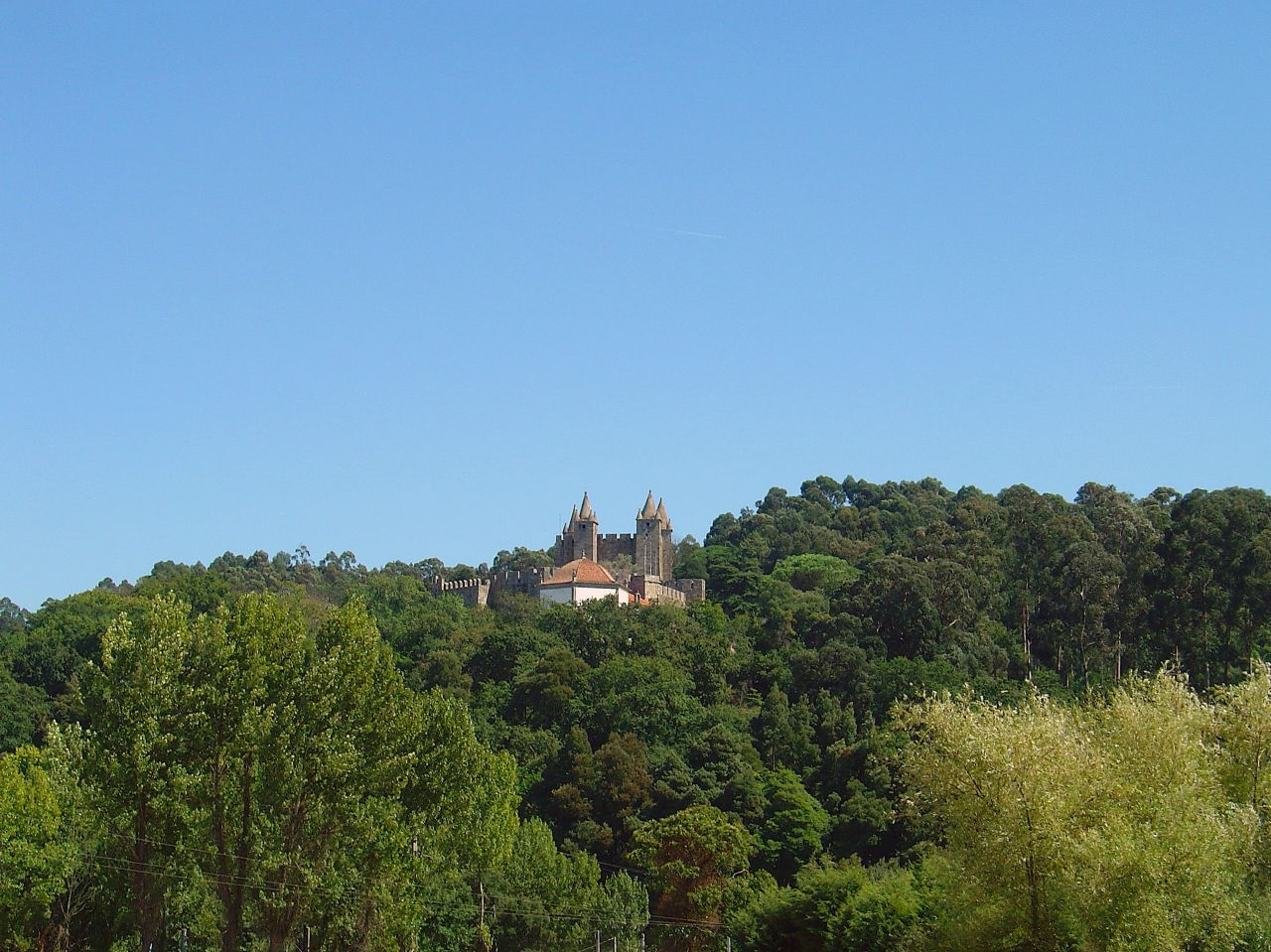
Castelo de Santa Maria da Feira

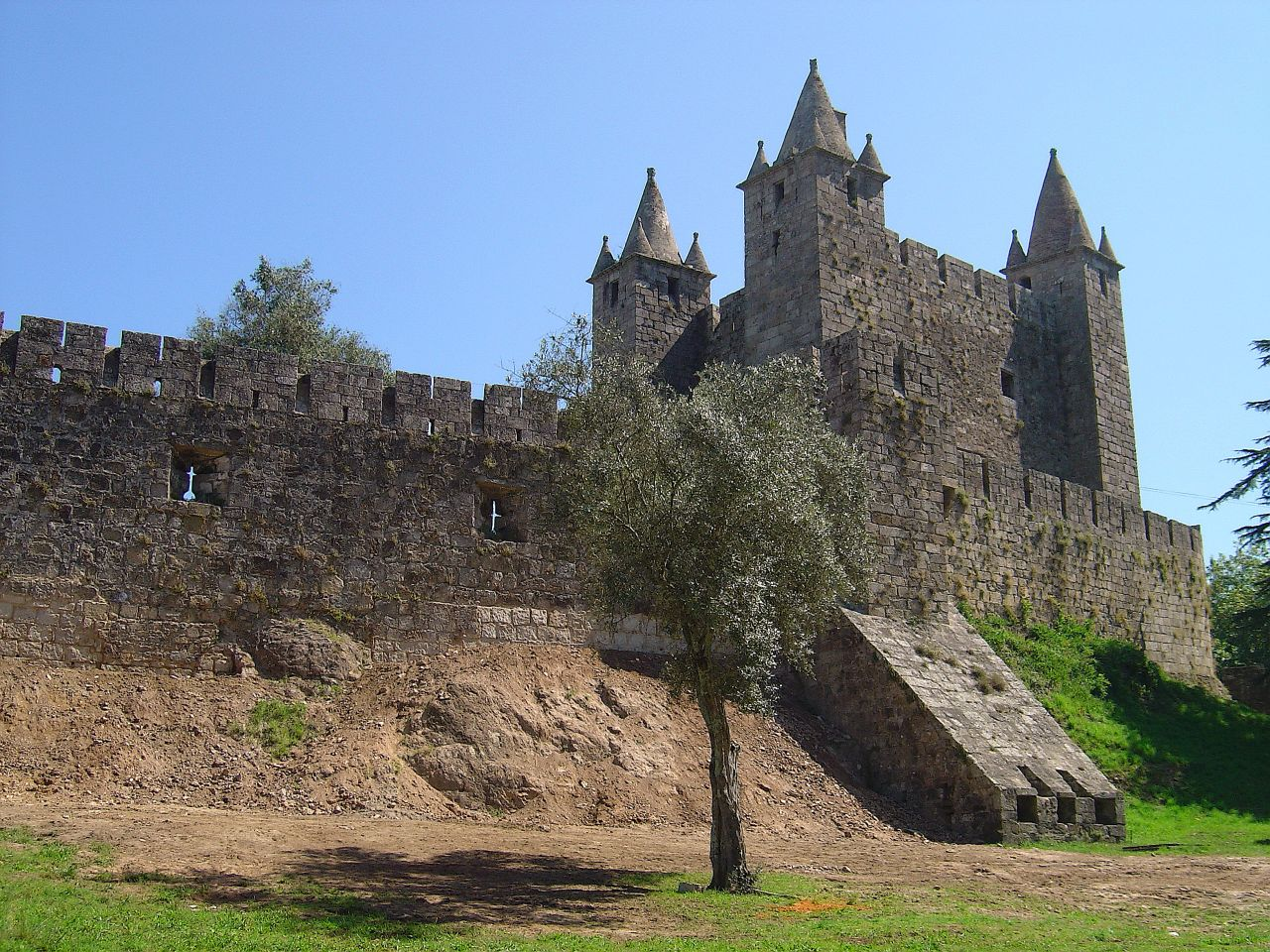
Castelo de Santa Maria da Feira

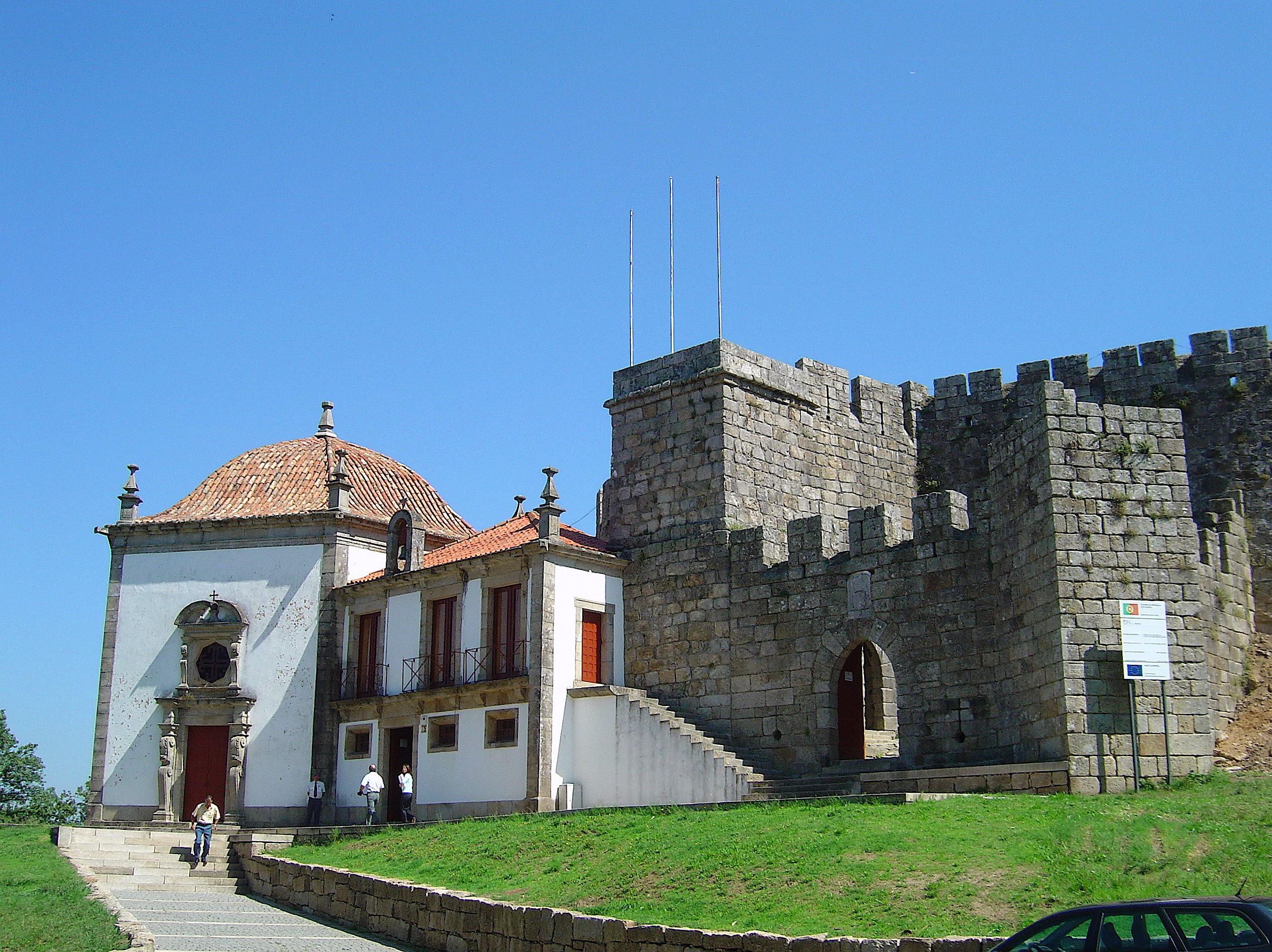
Castelo da Feira: Capela de N. Sra. da Esperança

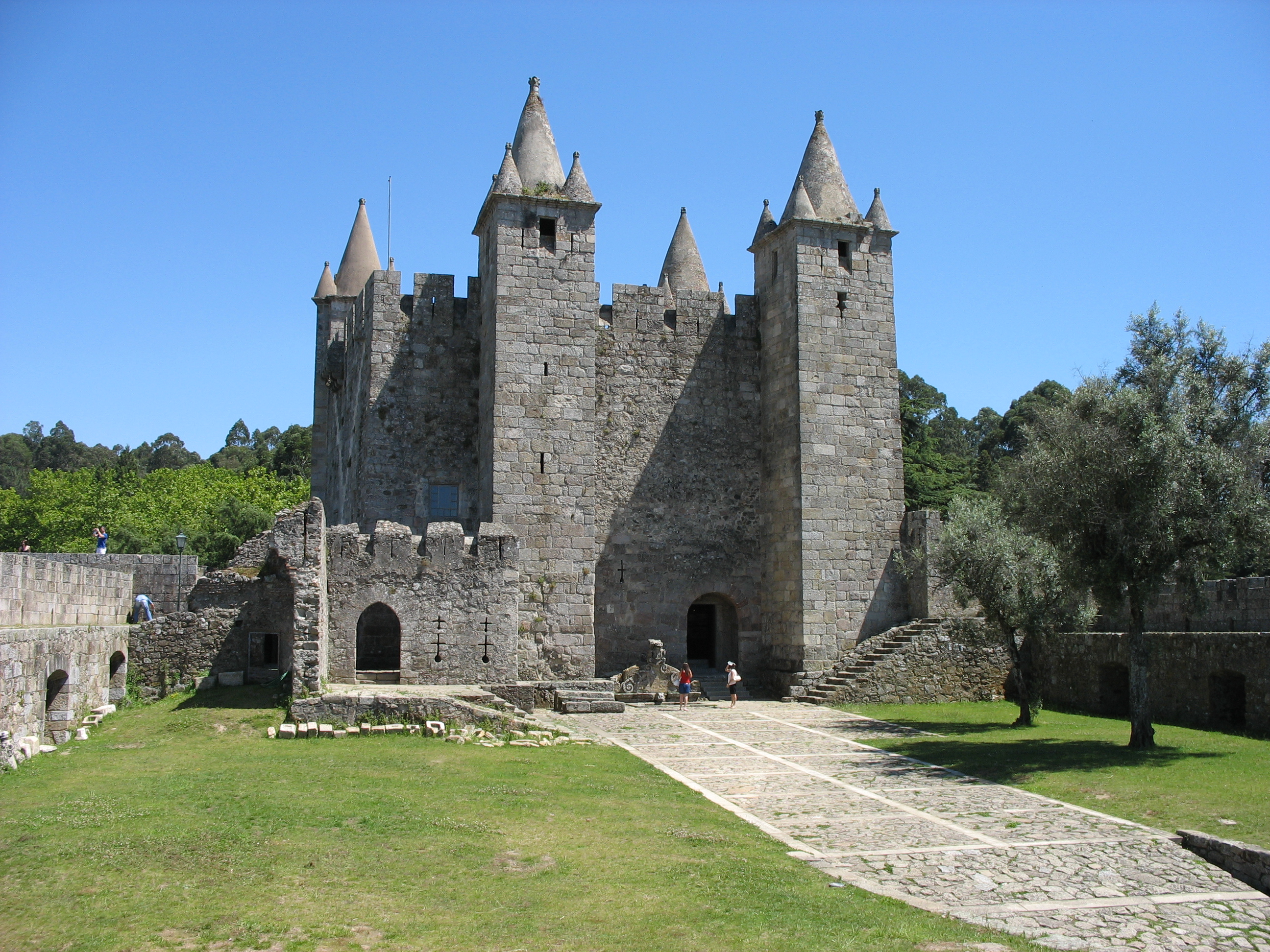
Vista exterior

O Castelo da Feira, também referido  como Castelo de Santa Maria da Feira e Castelo de Santa Maria, localiza-se na freguesia e cidade da Feira, município de Santa Maria da Feira, distrito de Aveiro, em Portugal.
Outrora cabeça da Terra de Santa Maria, ex libris da Feira, é considerado como um dos exemplos mais completos da arquitetura militar medieval no país, uma vez que nele se encontra representada a vasta gama de elementos defensivos empregados no período.
O Castelo da Feira foi classificado como Monumento Nacional por Decreto de 16 de junho de 1910 publicado pelo DG nº 136, de 23 de junho de 1910.

## História

### Antecedentes
Embora a primitiva ocupação humana do seu sítio remonte à pré-história, adquiriu maior relevância quando os Lusitanos aqui ergueram um templo em honra da divindade Bandeve-Lugo Tueræus. Após a Invasão romana da Península Ibérica, por aqui passava a estrada que unia Olissipo (Lisboa) a Bracara Augusta (Braga), conforme os testemunhos arqueológicos que remetem esta ocupação ao período do Baixo Império.
À época da Reconquista cristã da Península Ibérica, este centro religioso pagão veio a ser transformado em um centro Mariano, desenvolvendo-se aqui uma feira regional, cuja elevada expressão daria nome ao local: Feira de Santa Maria.
A primeira referência documental à sua fortificação consta no manuscrito "Chronica Gothorum" (anônimo, fins do século XII), que noticia a vitória de Bermudo III de Leão (1028-1037) sobre um chefe Mouro em terras do Castelo de Santa Maria (1045). Datará deste período a construção da parte inferior da Torre de Menagem com funções de alcáçova, protegida por uma cerca amuralhada, da qual restam apenas os vestígios.

### O castelo medieval
Quando D. Henrique (1095-1112) recebeu as terras do Condado Portucalense (1095), estas incluíam os domínios não apenas deste Castelo de Santa Maria, mas também o Castelo de Guimarães, o Castelo de Faria e o Castelo de Neiva. Com o falecimento do Conde, diante da ascendência do galego Fernão Peres de Trava sobre a viúva, D. Teresa de Leão, os senhores ao sul do rio Minho, insatisfeitos, organizaram-se em torno do   jovem D. Afonso Henriques, que, nesse ínterim, se armou cavaleiro (1125).
Parte expressiva desta articulação política terá tido lugar nas terras e Castelo de Santa Maria, sob o domínio do nobre Ermígio Moniz, culminando na batalha de São Mamede (Guimarães, 1128), razão pela qual se afirma ser este monumento o verdadeiro berço da independência de Portugal. As terras de Santa Maria compreendiam, à época, um extenso domínio que se estendia, em grandes linhas, do curso do rio Douro até ao sul de Ovar e de Oliveira de Azeméis, e da orla marítima até ao curso do rio Arda.
No testamento de Sancho I de Portugal (1185-1211), redigido em 1188, este foi o principal dos cinco castelos eleitos pelo soberano para eventual refúgio da rainha, quando viúva, e das infantas.
Em 1282, Dinis I de Portugal (1279-1325) incluiu-o entre os doze castelos assegurados como arras a sua consorte, a Rainha Santa Isabel. Mais tarde, ainda neste período, foi tomado pelas forças do infante D. Afonso, em luta contra o soberano, seu pai. Quando celebrada a paz entre ambos, por iniciativa da Rainha Santa (1322), o domínio deste castelo (entre outros) foi outorgado a D. Afonso, mediante o compromisso de menagem prestado por este último ao pai.
Posteriormente, em 1357, era seu alcaide o nobre Gonçalo Garcia de Figueiredo.
Fernando I de Portugal (1367-1383) fez a doação das Terras de Santa Maria e seu castelo a D. João Afonso Telo de Meneses, conde de Barcelos (10 de Setembro de 1372), que instituiu como alcaide do castelo a D. Martim Correia.

#### A Dinastia de Avis
Ao eclodir a Crise de 1383—1385 em Portugal, o conde de Barcelos tomou partido por Castela, atitude seguida pelo alcaide do castelo. Em 1385, o castelo e os domínios foram conquistados pelo alcaide do Castelo de Penedono, Gonçalo Vasques Coutinho, com o auxílio de recursos e gentes do Porto, para serem entregues a João I de Portugal, que por sua vez os entregou a D. Álvaro Pereira (primo do Condestável D. Nuno Álvares Pereira) (8 de abril). Posteriormente, o soberano concedeu o castelo e seus domínios a João Rodrigues de Sá.

### Do séculos XVII ao XIX
No século XVII construiu-se dentro dos muros o Palacete dos Condes da Feira, demolido em 1929, e do qual apenas restam algumas paredes, a escadaria e o fontanário. Do mesmo período é a edificação da Capela de Nossa Senhora da Encarnação, sobre outra, mais antiga, da mesma invocação, por iniciativa de D. Joana Forjaz Pereira de Meneses e Silva, condessa da Feira, inaugurada em 1656.
Extinta a representação dos condes da Feira (1700), o conjunto passou para o património da Casa do Infantado (1708). Em 15 de Janeiro de 1722 um violento incêndio devastou o imóvel, votando-o a um longo período de abandono e ruína.
No século XIX, iniciou-se uma tímida recuperação do monumento: com o fim da Guerra Civil Portuguesa (1828-1834), o imóvel e terras anexas foram adquiridos em hasta pública pelo general Francisco Xavier da Silva Pereira (1835). Nesse período destacam-se ainda a visita por membros da família real portuguesa (1852), e os trabalhos de desentulhamento do antigo poço do castelo, por iniciativa da Câmara Municipal (1887).

### Do século XX aos nossos dias
No início do século XX, renovou-se o interesse público pelo monumento. Uma campanha de subscrição pública angariou fundos para obras de restauração do imóvel, cujas ruínas passaram a ser vigiadas por um guarda. Nesse período, os Drs. Gonçalves Coelho e Vaz Ferreira descobriram três inscrições epigráficas.
As primeiras obras de recuperação foram executadas pela Direcção de Obras Públicas (1907), visitadas por Manuel II de Portugal (1908-1910) no ano seguinte. Em 1909 foi criada uma Comissão de Protecção e de Conservação do Castelo, tendo se procedido obras de beneficiação e restauro às custas de Fortunato Fonseca.
A partir de 1927, as visitas ao monumento passaram a ser pagas. A Direcção-Geral dos Edifícios e Monumentos Nacionais (DGEMN) executou obras de consolidação e restauro nos períodos de 1935-1936, de 1939-1944 e em 1986. Um novo acesso foi aberto desde 1950, e inaugurada a iluminação exterior do monumento em 1963, trabalhos que o valorizaram.
Em 2022 vai ser sujeito a obras, orçadas em cerca de 700 mil euros, a partir de setembro, para consolidação estrutural e reabilitação da respetiva muralha antes de outras intervenções previstas para o edifício. A intervenção é comparticipada em 85% por fundos comunitários e deverá demorar 12 meses. A prioridade é, por um lado, consolidar a muralha do castelo, "que em determinadas áreas está em risco de cair", sobretudo devido a anomalias decorrentes da humidade e de irregularidades nas fundações", e, por outro, reabilitar a ruína do paço ainda visível na praça de armas, em concreto da residência senhorial que aí foi construída no século XVII e que pouco depois seria destruída por um incêndio. Também vai ser realizada a reabilitação de elementos como os coruchéus cónicos das torres e a recuperação do poço e respetiva escadaria em espiral. Também está planeada a criação de réplicas de "mobiliário medieval e artefactos complementares", para que os espaços interiores do imóvel possam ser decorados no estilo próprio o seu período de maior atividade.
A Vila da Feira passou a cidade, sob a designação de Santa Maria da Feira, pelo Decreto-lei n° 39 de 14 de Agosto de 1985.

## Características
O conjunto apresenta planta oval irregular, orientada no sentido norte-sul, em estilo gótico, tendo incorporado elementos de outros estilos ao longo dos séculos.
Com muralhas em alvenaria e cantaria de pedra, do período inicial, a Torre de Menagem domina a alcáçova; do final do século XV, datam as adaptações às demandas da pirobalística. Em seu interior, na ampla praça de armas, encontram-se ainda os vestígios do antigo palácio seiscentista.
A porta da barbacã, coroada pelo brasão dos Pereiras é protegida por duas torres quadrangulares adossadas: a sudoeste, a Torre da Casamata, atrás da qual se encontra um recinto quadrangular e abobadado onde se alojavam os soldados e que servia como bateria com troneiras nos muros exteriores; no lado oposto a Torre do Poço, protegendo uma nascente de água, à qual se acede descendo uma escada em caracol.
Pela porta da barbacã acedem-se, sucessivamente, a porta da Vila e a praça de armas, na qual se localiza a Torre de Menagem. Esta torre-alcáçova, ergue-se em três pavimentos: no inferior, a cisterna; no segundo o salão nobre, destacando-se três lareiras, um fogão e quatro janelas, três delas com conversadeiras; no terceiro a área residencial íntima.
A seguir à Torre de Menagem, rematada com coruchéus cónicos, o visitante encontra a tenalha, precedida pelo chamado pátio da traição (onde se abre a respectiva porta). Em lado oposto à tenalha, adossada à muralha da cerca erguem-se a capela, de planta hexagonal, sob a invocação de Nossa Senhora da Encarnação, e a Casa da Capelania, em estilo barroco.